# Kōichirō Miki
Kōichirō Miki (三木康一郎, Miki Kōichirō) est un réalisateur et scénariste japonais, né le 7 décembre 1970 à Ōsawano dans la préfecture de Toyama.

## Biographie
Kōichirō Miki est surtout connu pour avoir adapté au cinéma deux romans majeurs de Hiro Arikawa : Botanical Encyclopedia et The Travelling Cat Chronicles,.
Il a également porté plusieurs yaoi à l'écran, notamment les mangas de Maki Marukido (la saga Pornographer et The End of the World with You) ainsi que Given, série à succès de Natsuki Kizu.
Il collabore régulièrement avec Erina Koyama, compositrice pour Nozokime, la saga Pornographer, I Was a Secret Bitch, Given, A Man Who Defies the World of BL, 10 Manbun no 1,The End of the World with You ou encore Kahogo na Wakadannasama no Amayakashikon.

## Filmographie partielle

### Cinéma
- 2016 : Botanical Encyclopedia
- 2016 : Nozokime
- 2017 : Fukumenkei Noise
- 2018 : The Travelling Cat Chronicles
- 2019 : I Was a Secret Bitch
- 2020 : En selle, Sakamichi !
- 2020 : 10 Manbun no 1 (One In A Hundred Thousand)
- 2021 : Pornographer : Playback

### Séries télévisées
- 2018 : Pornographer
- 2019 : Pornographer : Mood Indigo
- 2019 - 2022 : A Man Who Defies the World of BL
- 2021 : Given
- 2023 : The End of the World with You
- 2024 : Kahogo na Wakadannasama no Amayakashikon

## Crédit d'auteurs
- (ja) Cet article est partiellement ou en totalité issu de l’article de Wikipédia en japonais intitulé « 三木康一郎 » (voir la liste des auteurs).